# Fred Hobson
Alfred Thomas Hobson là một cầu thủ bóng đá người Anh thi đấu ở vị trí tiền đạo và inside right ở Football League cho West Bromwich Albion.

## Đời sống cá nhân
Sau khi sự nghiệp bóng đá kết thúc, Alfred Hobson gia nhập Cục Cảnh sát vào ngày 17 tháng 1 năm 1910, số hiệu 97844. Ông rời khỏi cục vào ngày 1 tháng 4 năm 1934.

## Thống kê sự nghiệp
| Câu lạc bộ           | Mùa giải            | Giải vô địch                   | Giải vô địch | Giải vô địch | Cúp FA | Cúp FA | Tổng | Tổng |
| Câu lạc bộ           | Mùa giải            | Hạng đấu                       | Trận         | Bàn          | Trận   | Bàn    | Trận | Bàn  |
| -------------------- | ------------------- | ------------------------------ | ------------ | ------------ | ------ | ------ | ---- | ---- |
| West Bromwich Albion | 1902–03             | First Division                 | 1            | 0            | 0      | 0      | 1    | 0    |
| West Bromwich Albion | 1903–04             | First Division                 | 12           | 4            | 2      | 0      | 14   | 4    |
| West Bromwich Albion | Tổng                | Tổng                           | 13           | 4            | 2      | 0      | 15   | 4    |
| Brentford            | 1904–05             | Southern League First Division | 24           | 6            | 2      | 0      | 26   | 6    |
| Brentford            | 1905–06             | Southern League First Division | 27           | 5            | 3      | 1      | 30   | 6    |
| Brentford            | Tổng                | Tổng                           | 51           | 11           | 5      | 1      | 56   | 12   |
| Tổng cộng sự nghiệp  | Tổng cộng sự nghiệp | Tổng cộng sự nghiệp            | 64           | 15           | 7      | 1      | 71   | 16   |